# 希姆里奇
50°5′17″N 27°47′42″E / 50.08806°N 27.79500°E
希姆里奇（烏克蘭語：Химрич），是烏克蘭北部的村莊，隸屬日托米爾州的日托米爾區。該村始建於1585年，面積68.2平方公里，海拔高度251米，2001年人口211。